# Bernard Zacharias
Bernard Zacharias fue un músico francés de jazz, trombonista y director de big band, que tuvo su época de mayor éxito en la década de 1950.
Trabajó como miembro de las orquestas de Pierre Braslavsky y Michel Attenoux, aunque su consolidación vino de las manos del grupo de Claude Luter y Sidney Bechet, con quienes estuvo tocando mucho tiempo en el Vieux Colombier de París. En 1954 forma su propio grupo, "Bernard Zacharias et ses Solistes", un octeto con Buddy Banks como arreglista y una formación muy en la línea West Coast jazz, incluyendo fliscorno, trompa y clarinete bajo.